# Discohainesia
Discohainesia is een monotypisch geslacht van schimmels uit de familie Chaetomellaceae. Het bevat alleen Discohainesia oenotherae.